# Norio Taniguchi
Norio Taniguchi (谷口 紀男, 27 de mayo de 1912─15 de noviembre de 1999) fue un profesor de la Tokyo University of Science. Acuñó el término nanotecnología en 1974 para describir procesos de semiconductores, como la deposición de película delgada y el fresado de haces de iones que muestran un control característico del orden de un nanómetro: «La "nanotecnología" consiste principalmente en el proceso de separación, consolidación, y deformación de materiales por un átomo o una molécula».
Taniguchi empezó su investigación utilizando mecanismos abrasivos de mecanizado de alta precisión en materiales duros y frágiles. En la Tokyo University of Science, fue pionero en la aplicación de técnicas con un  haz de energía para el procesado de materiales de alta precisión; estos incluían la descarga eléctrica, microondas, haz de electrones, fotones (láser) y haces de iones.
Estudió el desarrollo de técnicas de mecanizado de 1940 hasta principios de 1970 y predijo correctamente que, para fines de 1980, las técnicas habrían evolucionado hasta el punto de que se pudieran lograr una precisión dimensional de más de 100 nm.

## Reconocimientos
La European Society for Precision Engineering and Nanotechnology otorgó su primer Lifetime Achievement Award al profesor Taniguchi en Bremen, durante el mes de mayo en 1999.
A continuación se cita la presentación del premio al profesor Taniguchi:

En reconocimiento a sus contribuciones únicas y excepcionales a la investigación y desarrollo en el área de tecnologías de procesamiento de materiales de ultra precisión y en 1974, siendo el primero en formular y usar el término «nanotecnología». A través de su visión, escritos y ejemplo de dedicación total a su campo de trabajo, ha estimulado el desarrollo de lo que será una de las tecnologías dominantes del siglo XXI.